# Ježov (Moravia meridionale)
Ježov (in tedesco Jeschow) è un comune della Repubblica Ceca facente parte del distretto di Hodonín, in Moravia Meridionale.